# Арко (Італія)
Арко (італ. Arco, вен. Arco) — муніципалітет в Італії, у регіоні Трентіно-Альто-Адідже,  провінція Тренто.
Арко розташоване на відстані близько 470 км на північ від Рима, 25 км на південний захід від Тренто.
Населення — 17 371 особа (2014).

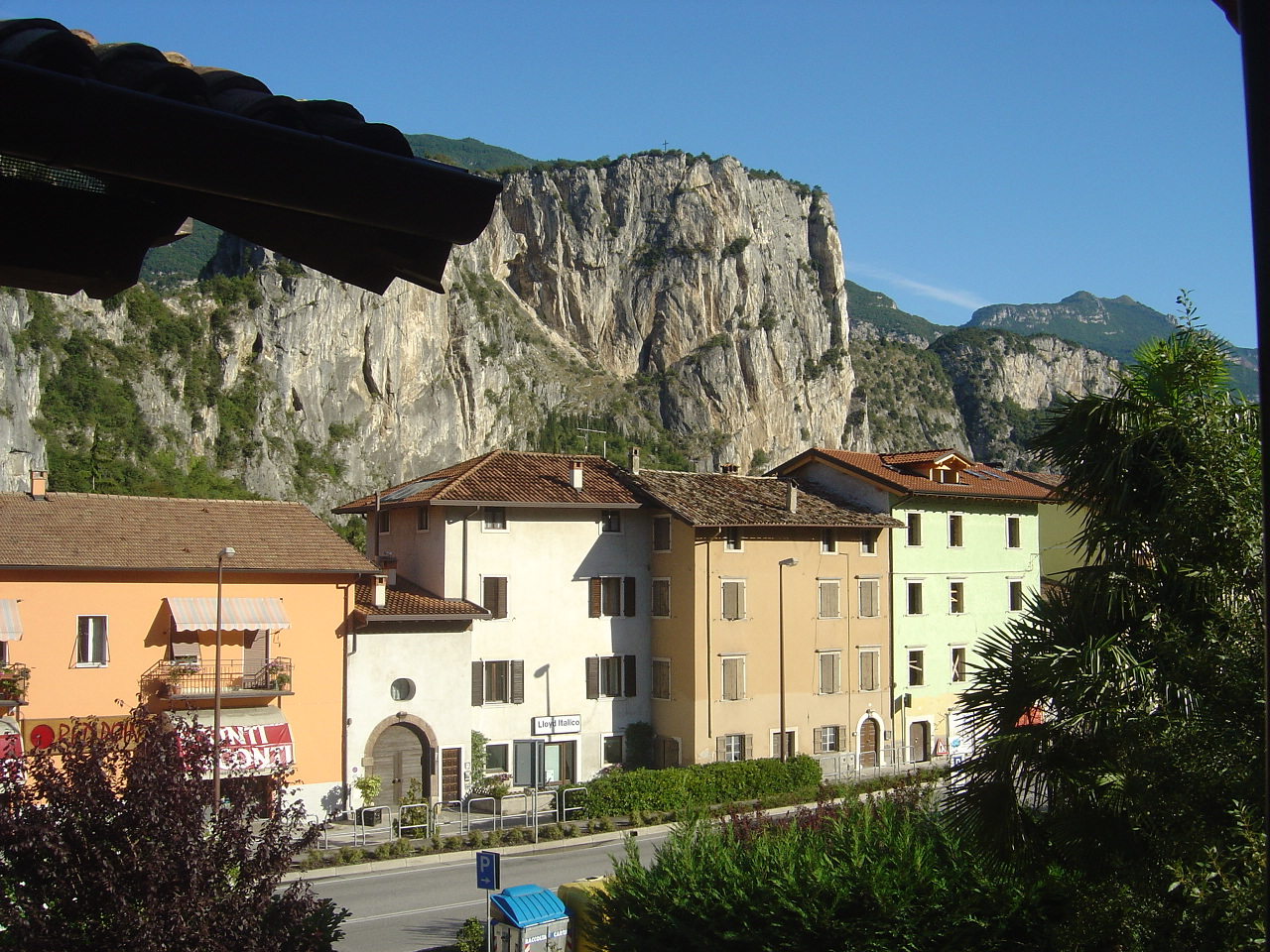

Щорічний фестиваль відбувається 26 липня. Покровитель — Sant'Anna.

## Демографія
Населення за роками:

Станом на 1 січня 2023 року в муніципалітеті офіційно проживало 1525 іноземців з 84 країн, серед них 540 громадян країн Євросоюзу та 84 громадяни України.

## Сусідні муніципалітети
- Дрена
- Дро
- Ломазо
- Морі
- Наго-Торболе
- Рива-дель-Гарда
- Ронцо-К'єніс
- Тенно
- Вілла-Лагарина